# Велика Мотовилівка
Вели́ка Мотови́лівка — село в Україні, у Фастівському районі Київської області. Населення становить 1321 осіб.

## Історія

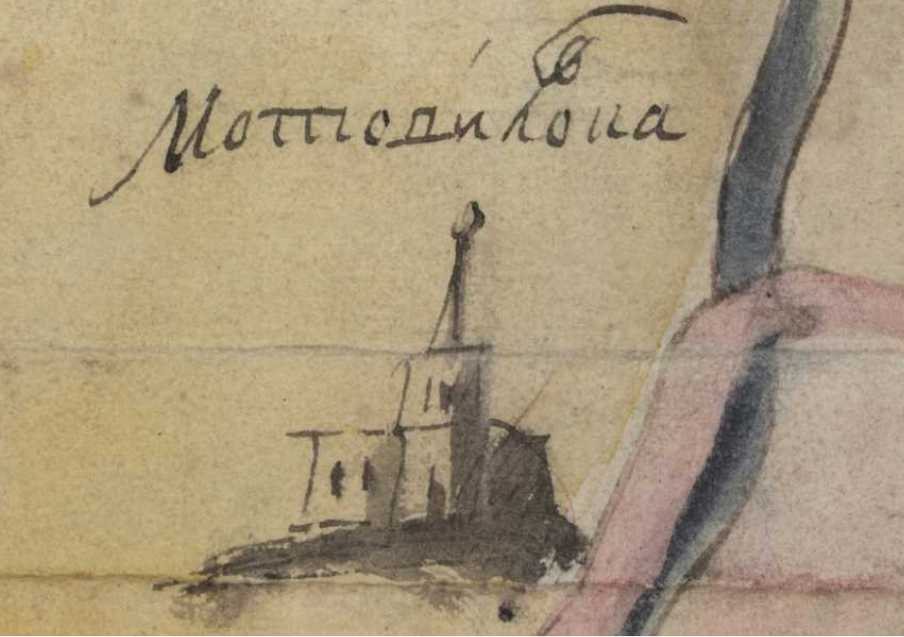
Мотовилівка на карті XVIII століття

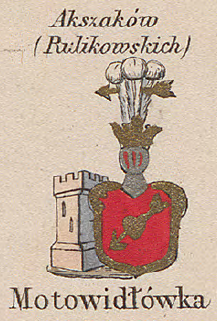
Мотовилівка на мапі Зигмунда Герстмана

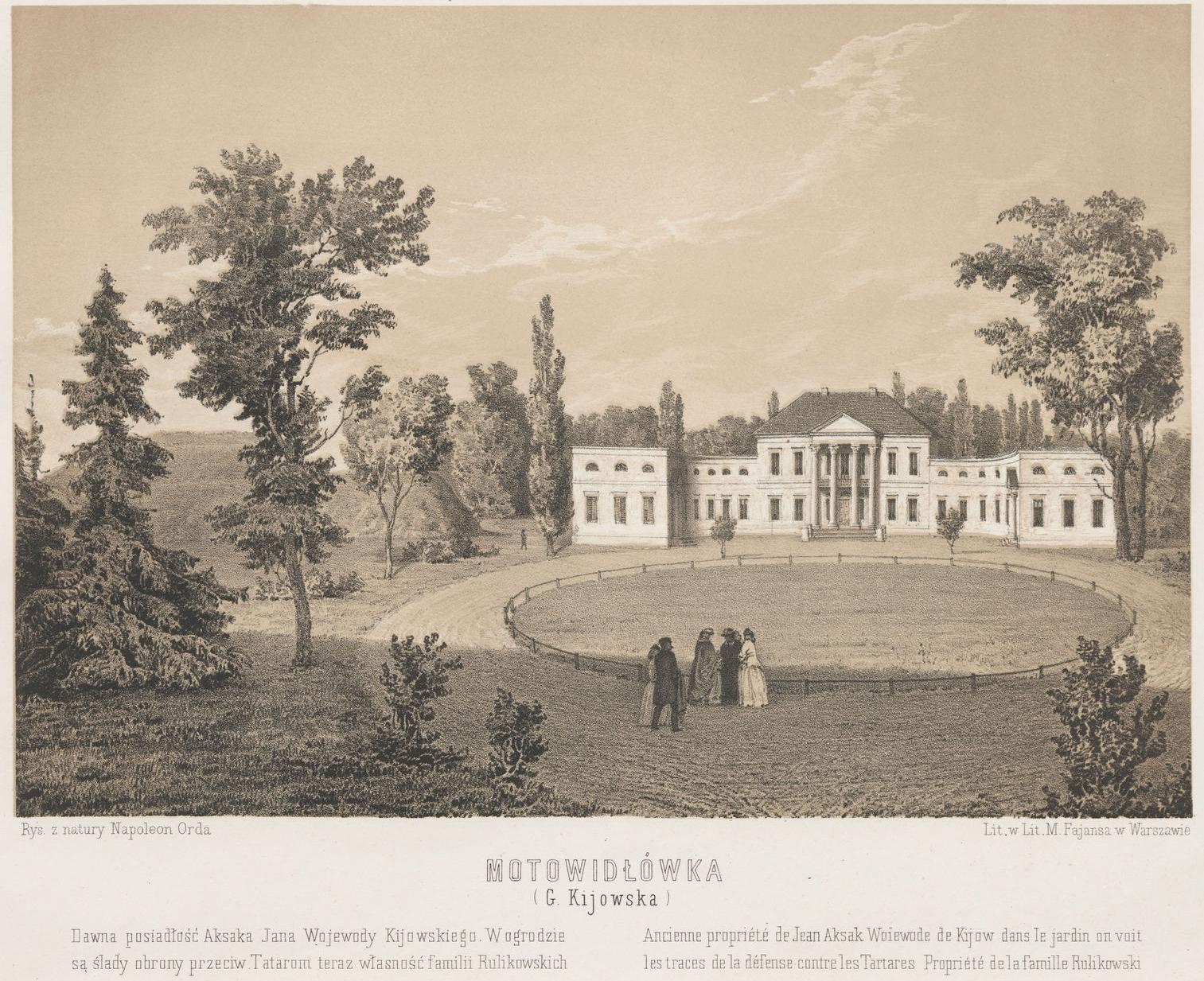
Палац в 1875 році на рисунку Наполеона Орди

Народні перекази свідчать, що у глибоку давнину на місці Мотовилівки було місто Міна, оселений греками. Цей град було вщент знищено печенігами ще у ХІІ ст. Місцина довгий час називалася пусте Городище.
У 1159 р. Пусте Городище почало заселятися під назвою Гуляники. У 1 половині XV ст. маєток Гуляники були подаровані Михайлвоі Рожановському. У XVI ст., під час нападу татар, Гуляники були розорені.
Тож Мотовилівка — назва попереднього стародавнього містечка Гуляники після переходу його у власність Івана Мотовила (Мотовилівця) у XVI столітті (1560 року). Основа цього містечка була якраз на пагорбових теренах сучасного с. Велика Мотовилівка. Наприкінці XVI ст. (1595 р.король Сигізмунд ІІІ, дарує Яну Аксаку) воно переходить у власність родини Аксаків. Поселення задвна йменувалося містом.
1686 року, внаслідок поділу України, т.з. «Вічний мир» між Московським царством і Річчю Посполитою кордон пройшов по річці Стугна, тому єдине поселення Мотовилівка розділив кордон — сучасна Мотовилівка відходила до складу московської держави, сучасна Велика Мотовилівка — до Польщі. Під час козацького повстання Семена Палія Мотовилівку (польську) захопили загони Плиски, Хмуренка та Сороченка (1690—1704 у підпорядкуванні Палія, до 1709 підпорядковане гетьману Мазепі, до 1711 П. Орлику). Після повернення поляків у 1711 році у свої володіння внаслідок підписання царським урядом того ж року Прутського трактату, козацьке населення, що оселилося там раніше, змушене було переселятися на протилежний берег р. Стугни, внаслідок чого утвориться інша нова Мотовилівка. Історична ж Мотовилівка почала називатися Панською або польською Мотовилівкою, а у радянські часи стала Великою Мотовилівкою.
У XVIII столітті Мотовилівка була осередком гайдамацького руху, 1734 в районі мотовилівського ключа діяв загін Лазаря Таранця. 1768 року тут побував Яків Довгошиєнко.
1793 року відбувся другий поділ Польщі і поселення вже не було прикордонним, однак поділ сіл на Малу або Казенну та Велику Мотовилівки залишився й у майбутньому.
У 1917—1919 роках у селі діяла заснована Овсієм Гончарем у своїй хаті «Просвіта» ім. Б. Грінченка. Овсій Гончар (або отаман Бурлака) був уродженцем села і підняв весною 1919 року грандіозне антибільшовицьке повстання селян Фастівщини, яке вдалося розбити тільки за участі знятих з фронтів частин Червоної Армії. Під час війни у 1941—1943 роках у селі діяв осередок ОУН (Пурик, Головко, інші). Село було звільнено від німців 6 листопада 1943 року.
Під час референдуму 1 грудня 1991 року майже 99 % сільчан підтримали Акт проголошення незалежності. 2016 на фасаді Великомотовилівськоі ЗОШ встановлено меморіальну дошку отаману Бурлаці (Овсію Гончару). У 2017 в селі відкрито оновлену, завдяки коштам місцевих жителів і підприємців, церкву Пресвятої Богородиці. А 2018 відновлено склеп родини Руліковських в якому діє каплиця римо - католицької громади.
Метричні книги, клірові відомості, сповідні розписи церкви Різдва Пресвятої Богородиці с. Велика Мотовилівка (приписні Мотовилівська слобідка з кладбищ. час. св. Іоанна Богослова, с. Єленівка) XVIII ст. — Київської сот. Київського п., з 1781 р. Київського, з 1795 р. Васильківського пов. Київського нам., з 1797 р., ХІХ ст. Ксаверівської волості Васильківського пов. Київської губ. зберігаються в ЦДІАК України http://cdiak.archives.gov.ua/baza_geog_pok/church/vely_021.xml [Архівовано 2 червня 2017 у Wayback Machine.]

## Пам'ятки
У селі збереглися руїни панського маєтку (фундаменти, що повністю заросли кущами), цегляного костелу (підвал) та Склеп-усипальниця Руліковських кінця 19 ст. з двома меморіальними дошками польською мовою: Едварду Руліковському (історик-археолог) та Антону Руліковському.

## Відомі люди
- Едвард Руліковський — польський історик і етнограф, дослідник Правобережної України, народився та похований у селі.[4]
- Гончар Овсій Іванович — видатний громадський і військовий діяч на Київщині у 1917—1921 роках — періоду Української національно-визвольної революції.

## Галерея

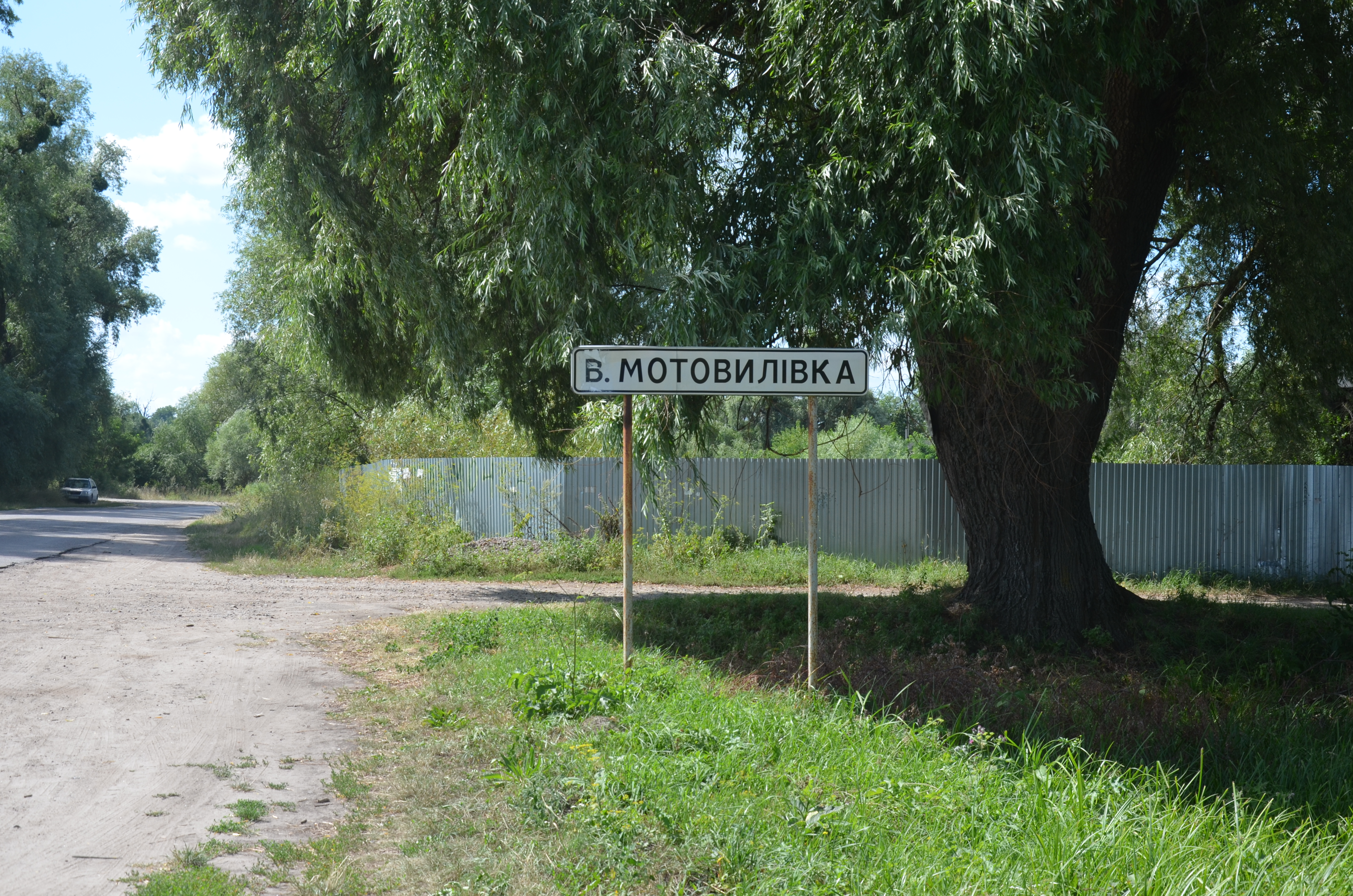
Вказівник Велика Мотовилівка
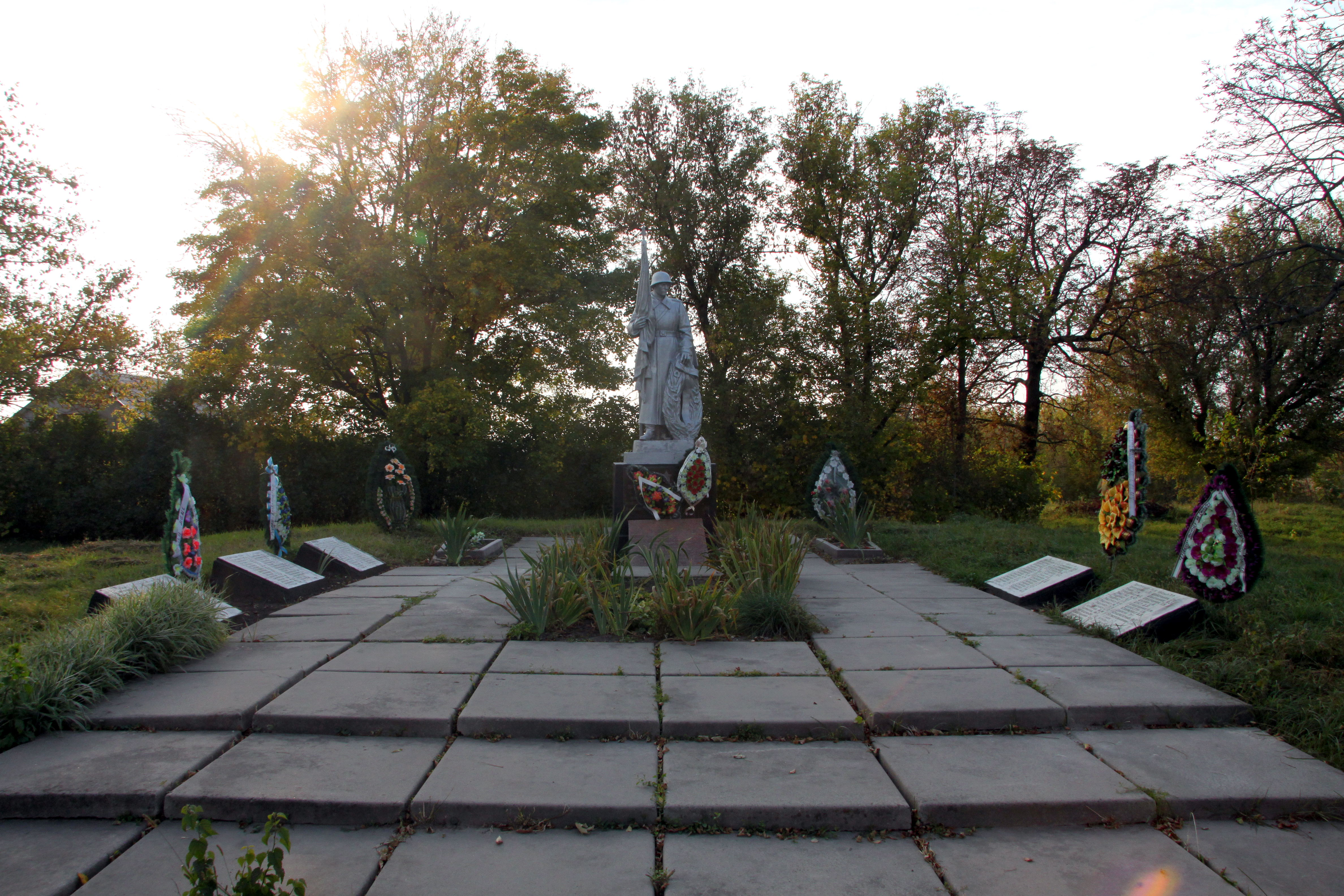
Пам'ятник воїнам-визволителям та воїнам-односельчанам
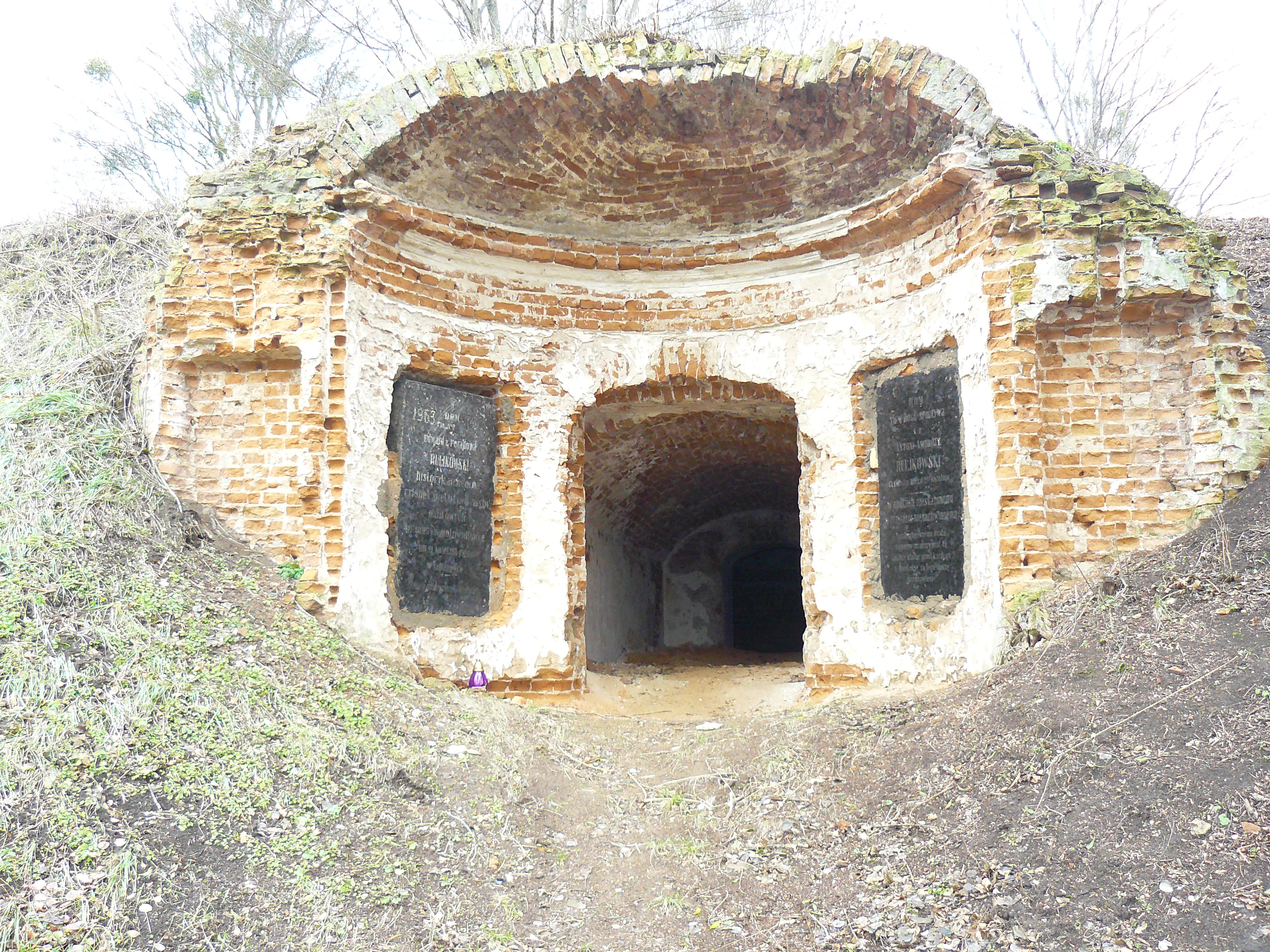
Усипальниця Руліковських у с. Велика Мотовилівка Фастівського району Київської області (до реставрації 2016 р.)
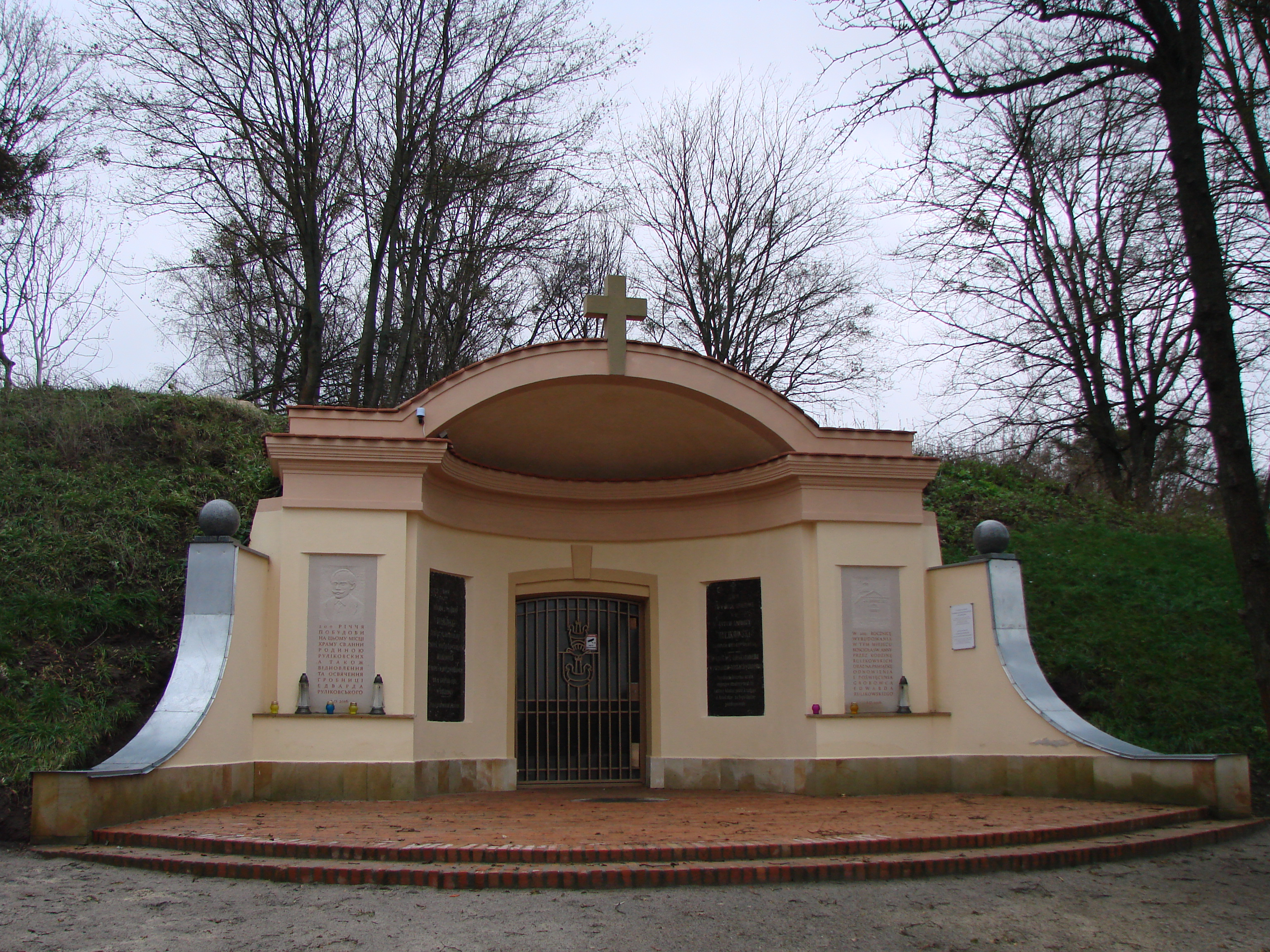
Усипальниця Руліковських у с. Велика Мотовилівка Фастівського району Київської області (після реставрації 2016—2017 рр.)
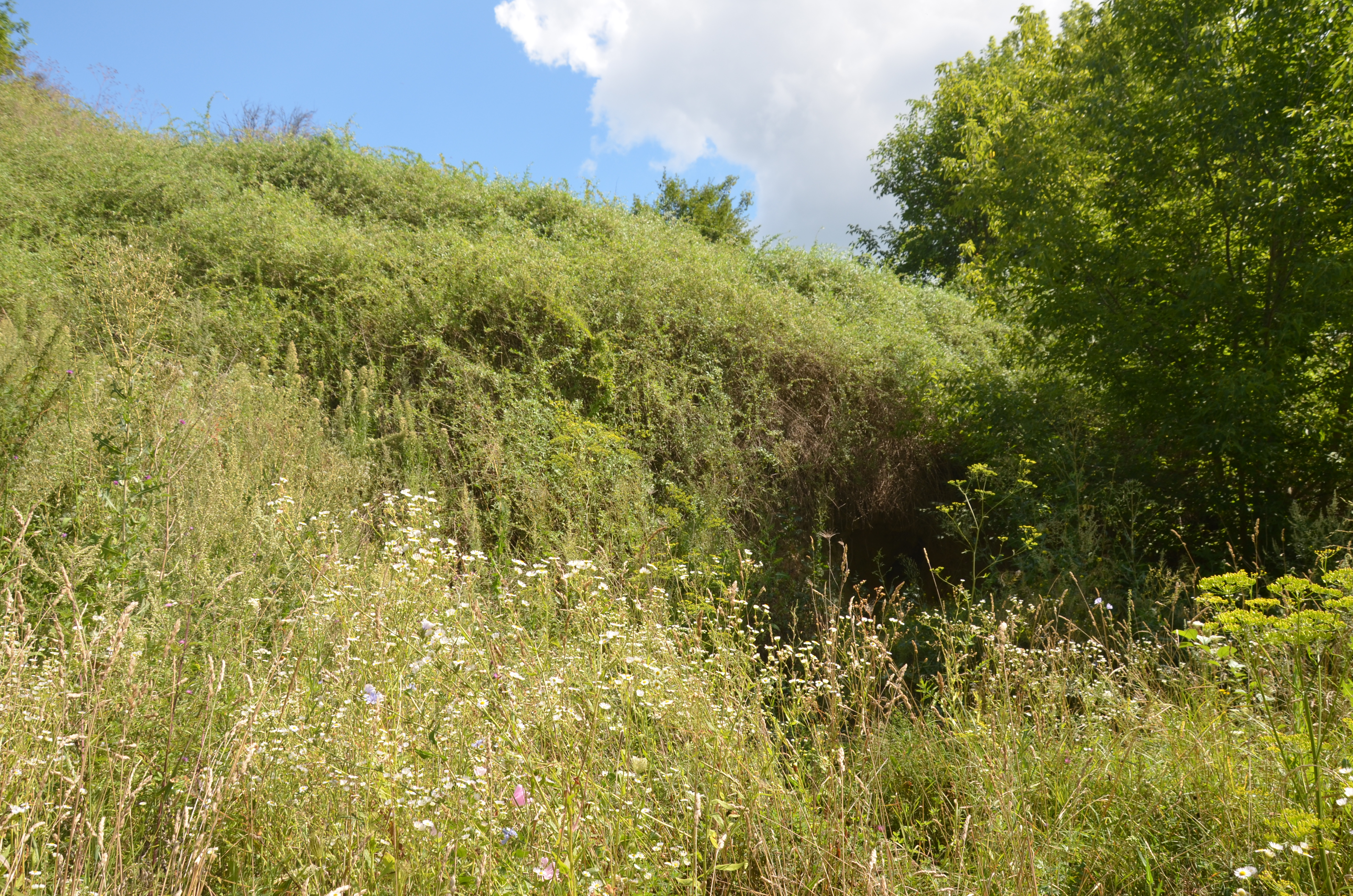
Фундаменти панського маєтку, що заросли кущами, Велика Мотовилівка
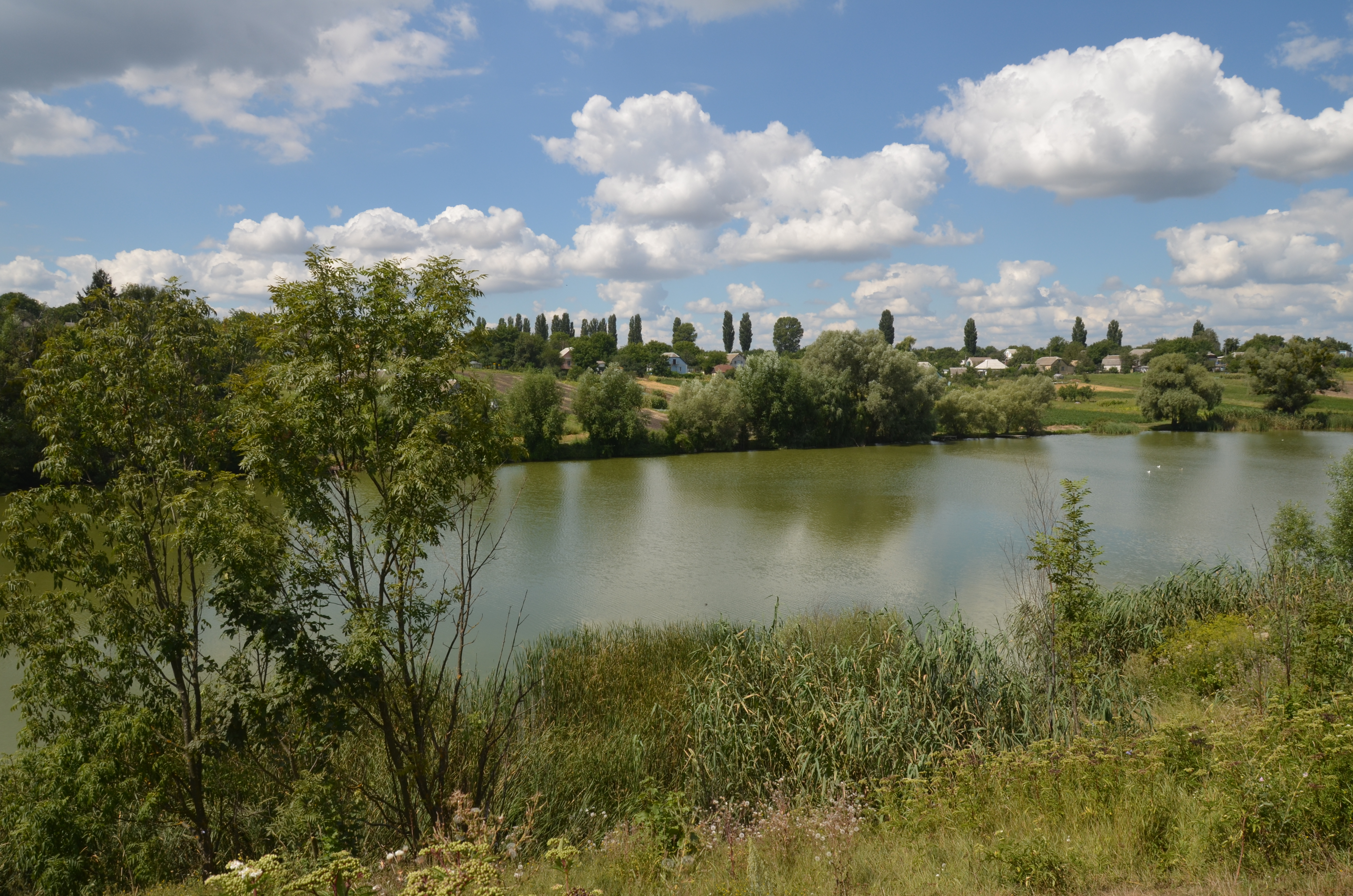
Став, вид від колишнього панського маєтку, Велика Мотовилівка
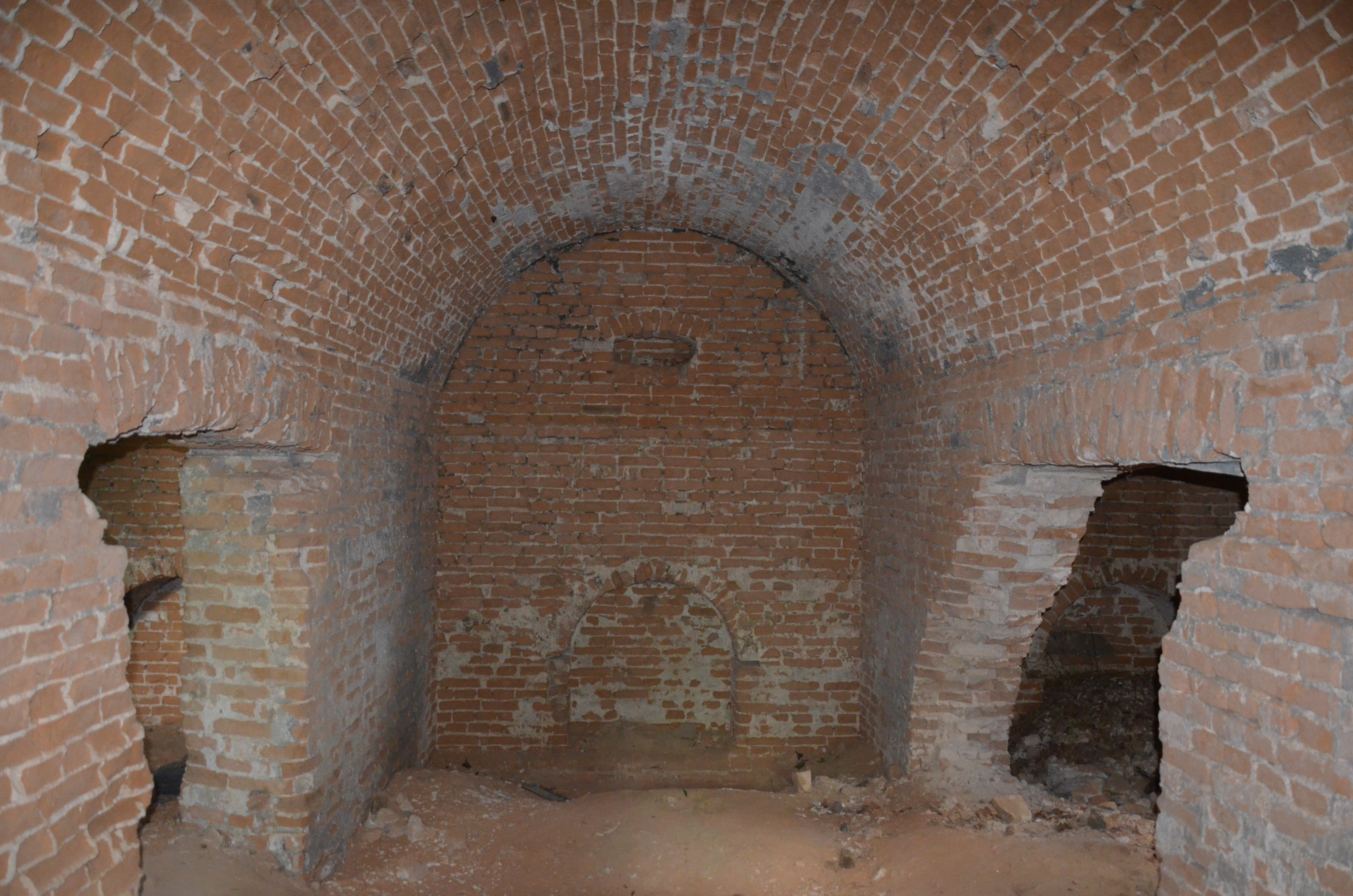
Підвал колишнього костелу, Велика Мотовилівка
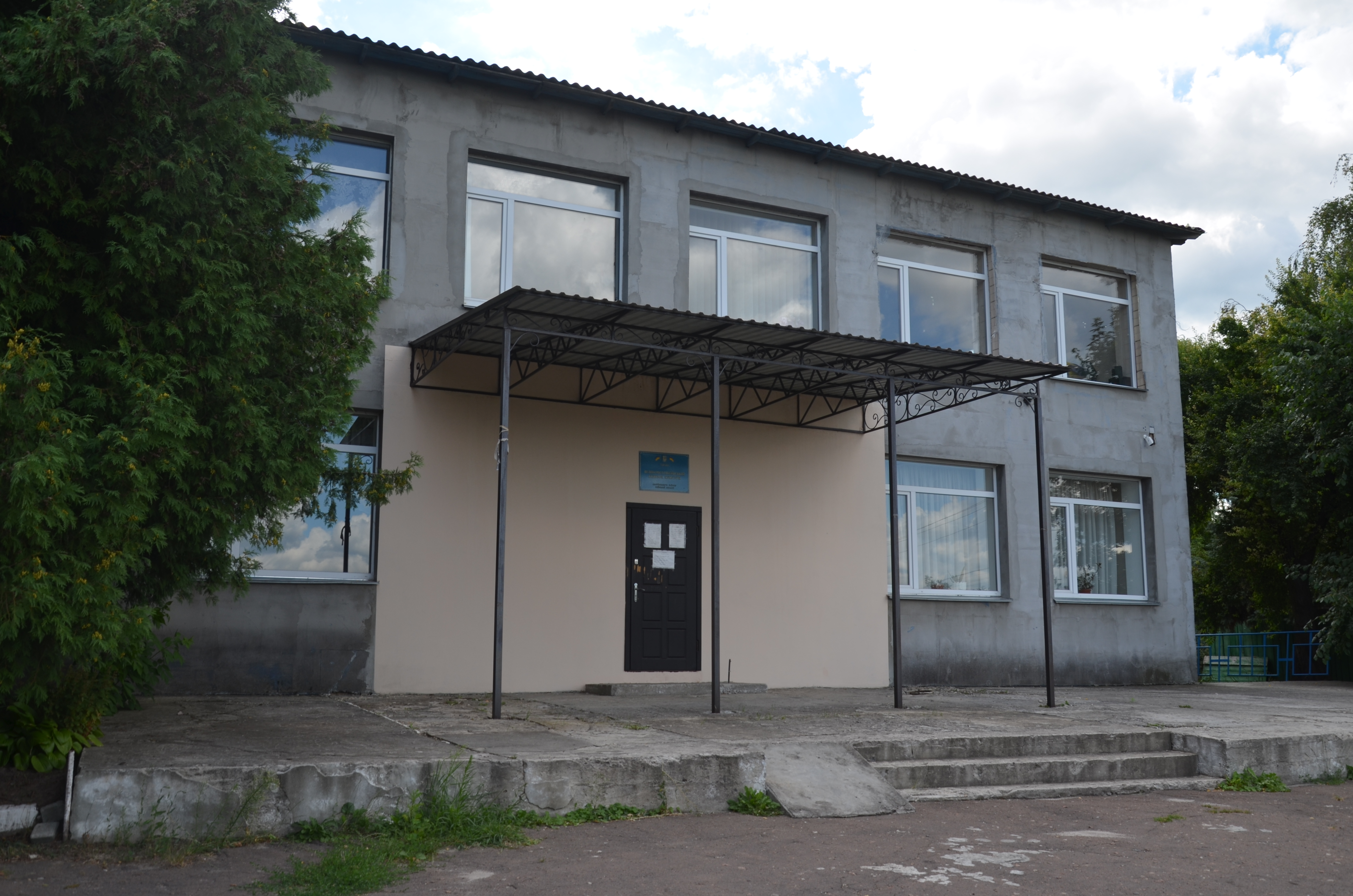
Сільська рада, Велика Мотовилівка
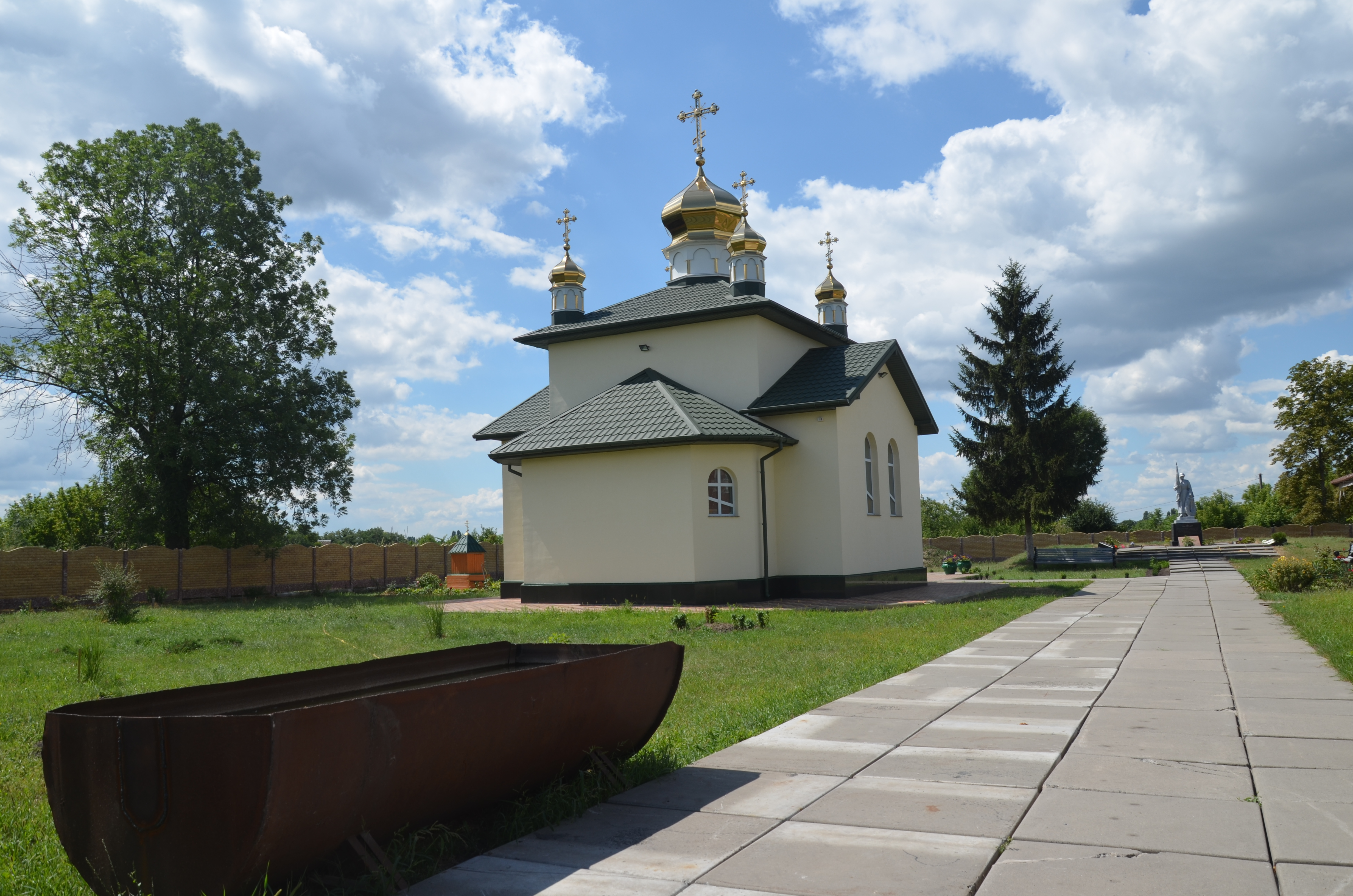
Церква, Велика Мотовилівка
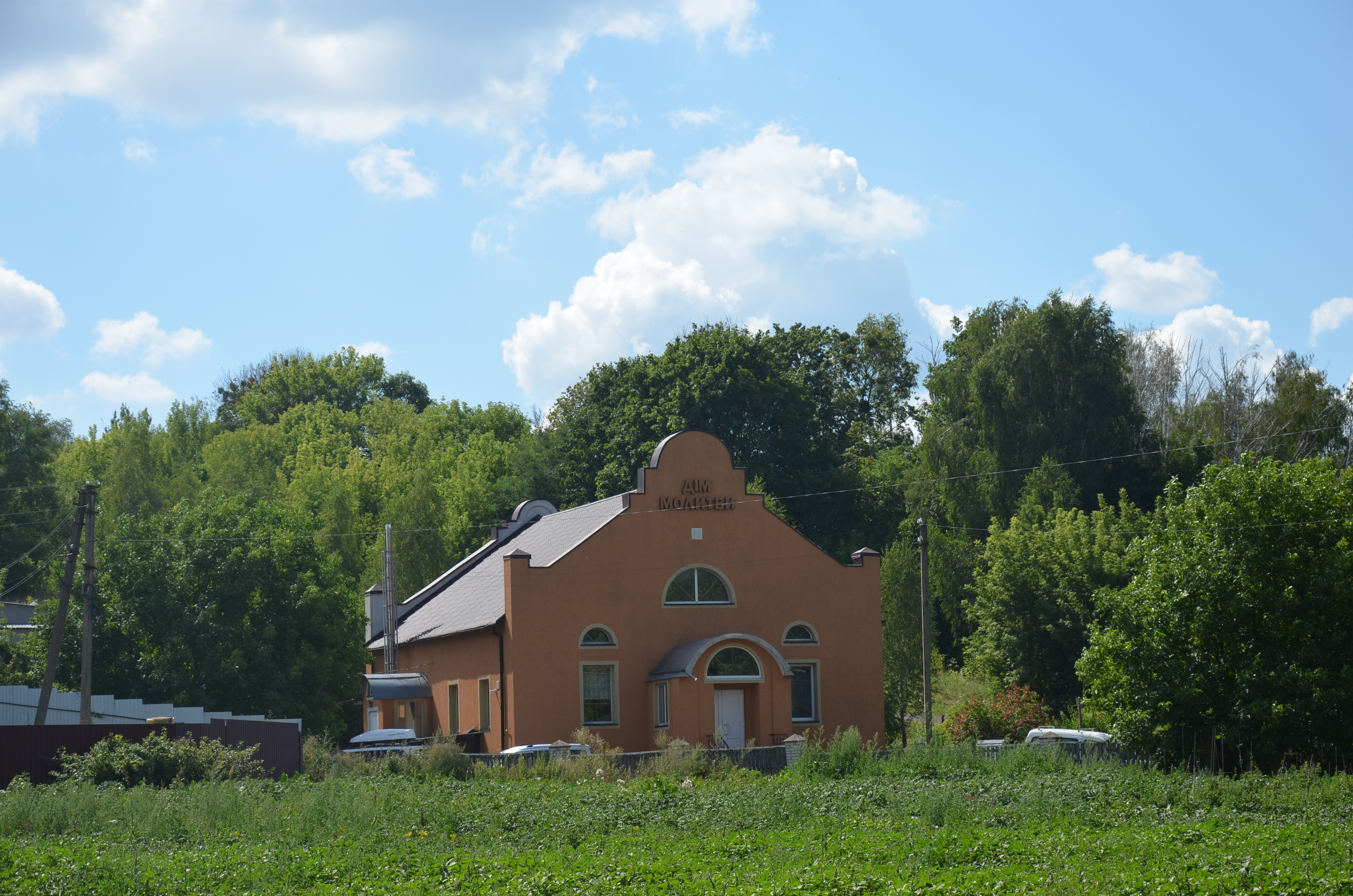
Дім молитви, Велика Мотовилівка